# Ammocryptocharax elegans
Ammocryptocharax elegans är en fiskart som beskrevs av Weitzman och Kanazawa, 1976. Ammocryptocharax elegans ingår i släktet Ammocryptocharax och familjen Crenuchidae. Inga underarter finns listade i Catalogue of Life.